# Dialium holtzii
Dialium holtzii är en ärtväxtart som beskrevs av Hermann August Theodor Harms. Dialium holtzii ingår i släktet Dialium och familjen ärtväxter. IUCN kategoriserar arten globalt som sårbar. Inga underarter finns listade i Catalogue of Life.